# Rameswaram
Rameswaram, (cũng được viết là Ramesvaram, Rameshwaram) là một thị trấn và đô thị loại hai thuộc huyện Ramanathapuram của bang Tamil Nadu, Ấn Độ. Nó toạ lạc trên đảo Pamban, bị eo biển Pamban chia tách khỏi Ấn Độ lục địa và cách đảo Mannar, Sri Lanka khoảng 40 km. Nó nằm trong vịnh Mannar. Đảo Pamban, hay đảo Rameswaram, được nối với Ấn Độ lục địa bằng cầu Pamban.